# Міхалув (Остшешовський повіт)
Міхалув (пол. Michałów) — село в Польщі, у гміні Чайкув Остшешовського повіту Великопольського воєводства. Населення — 108 осіб (2011).
У 1975—1998 роках село належало до Каліського воєводства.

## Демографія
Демографічна структура станом на 31 березня 2011 року:
|          | Загалом | Допрацездатний вік | Працездатний вік | Постпрацездатний вік |
| -------- | ------- | ------------------ | ---------------- | -------------------- |
| Чоловіки | 58      | 10                 | 43               | 5                    |
| Жінки    | 50      | 7                  | 31               | 12                   |
| Разом    | 108     | 17                 | 74               | 17                   |